# 斎藤真利
斎藤 真利（さいとう さねとし）は、江戸時代初期の武士。毛利氏家臣で長州藩士。知行は200石。父は斎藤就幸。

## 生涯
明暦3年（1657年）、長州藩士・斎藤就幸の嫡男として生まれ、毛利綱広、吉就、吉広、吉元の4代に仕える。
正徳4年（1714年）3月20日に死去。享年58。養子の栄名（河野通政の次男）が後を継いだ。